# Information Communication University
 (mai 2020).
Si vous disposez d'ouvrages ou d'articles de référence ou si vous connaissez des sites web de qualité traitant du thème abordé ici, merci de compléter l'article en donnant les références utiles à sa vérifiabilité et en les liant à la section « Notes et références ».
Pour les articles homonymes, voir ICU.

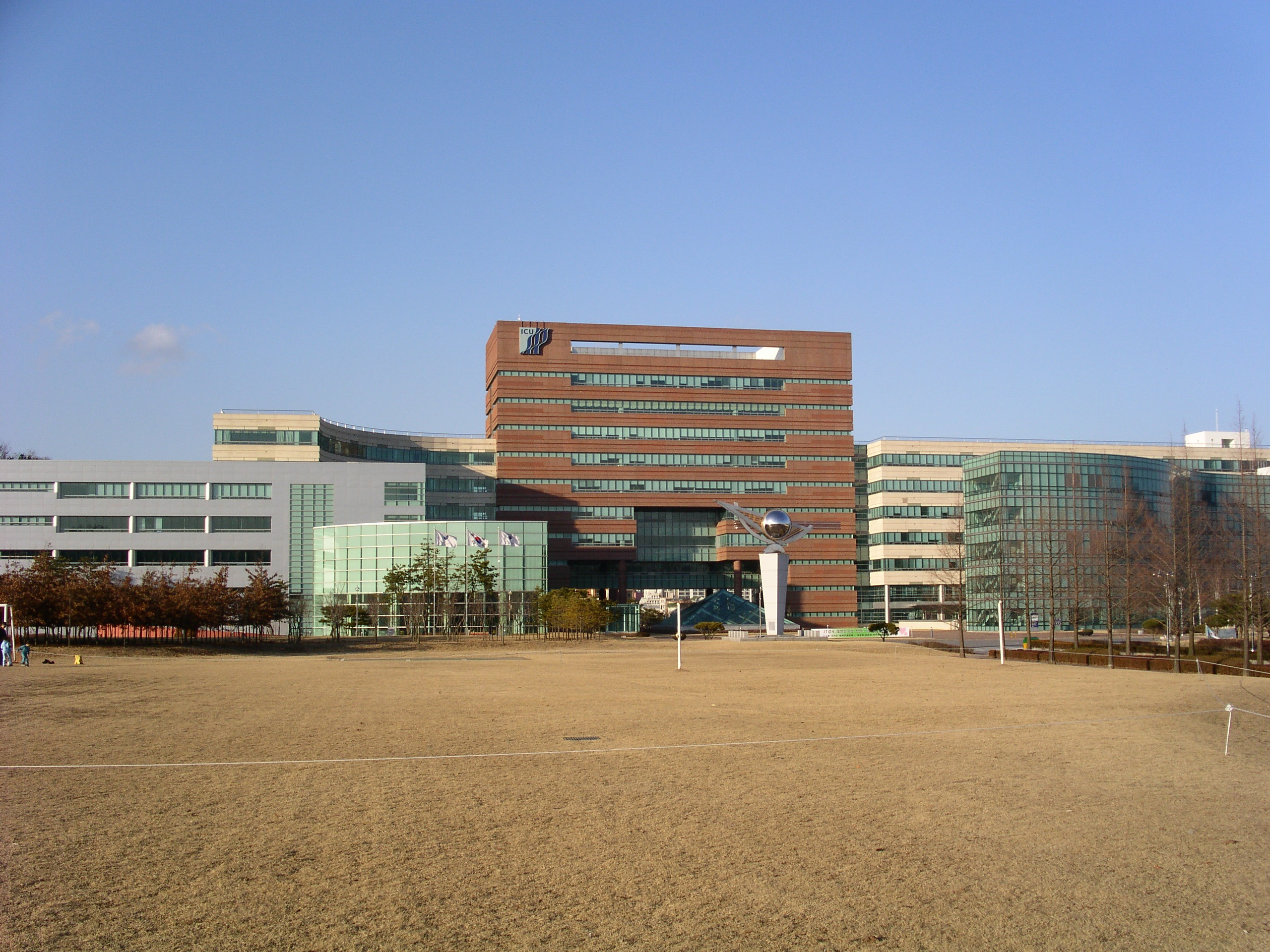
Information Communication University

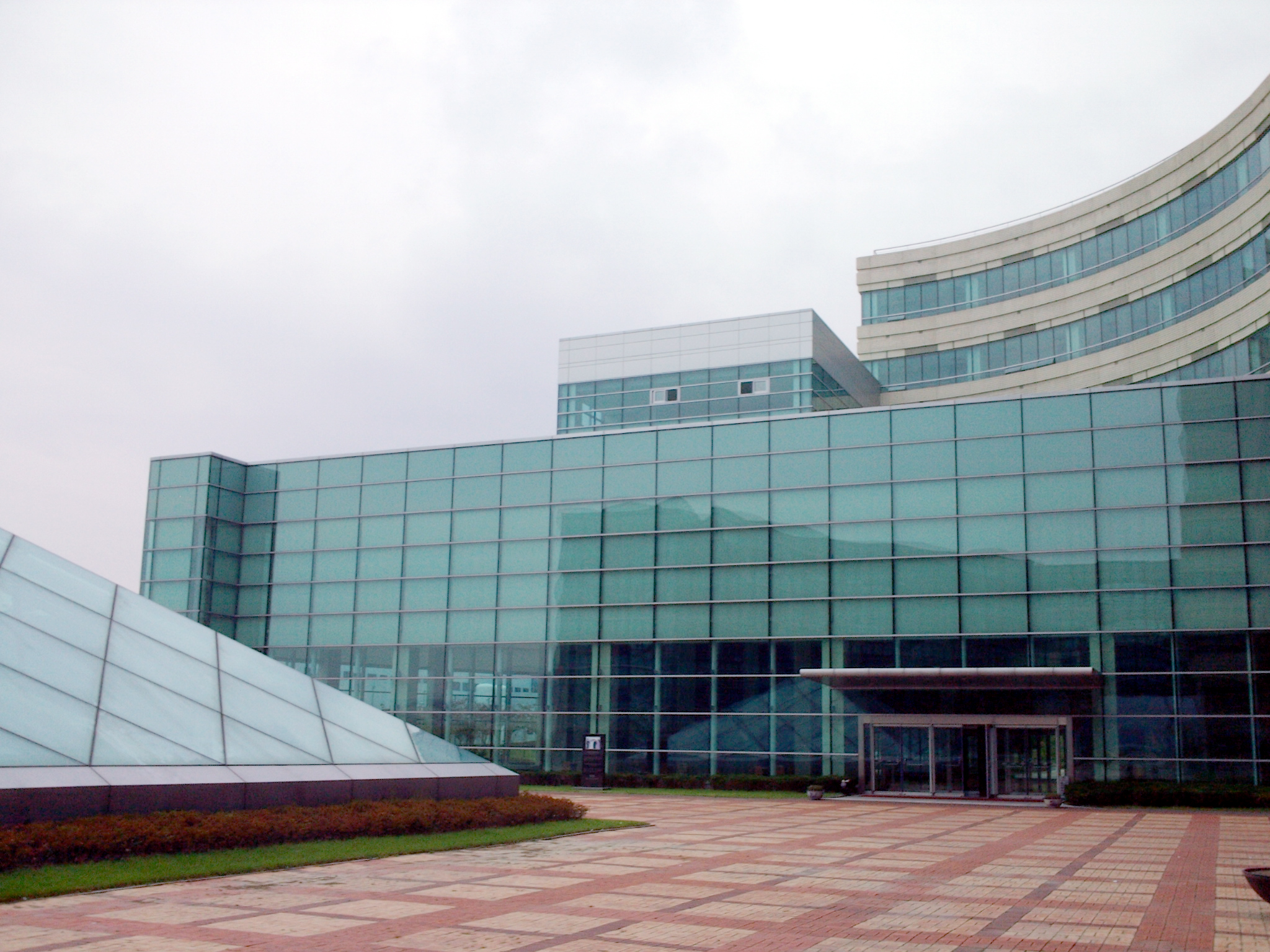
Lecture Wing

Information Communication University est une université créée en 1996 à Daejeon en Corée du Sud. Elle est considérée, selon un article du Time Asia de 2003, comme la quatrième meilleure université d'Asie dans les technologies de l'information et la première de Corée du Sud.
Elle compte près de 2000 étudiants. Son campus est situé entre un centre de recherche LG et un centre de recherche Samsung. L'université et certains de ses nombreux laboratoires ont un partenariat avec cette dernière.
Son enseignement est divisé principalement en deux parties :
- IT Engineering
- Business IT

La plupart de ses cours sont en anglais. La plupart de ses professeurs ont étudié aux États-Unis.
Après sa fusion avec KAIST, l'université a été renommée KAIST-ICC.